# Fishing Lake
Fishing Lake är en sjö i Kanada.   Den ligger i provinsen Saskatchewan, i den sydöstra delen av landet, 2 200 km väster om huvudstaden Ottawa. Fishing Lake ligger 526 meter över havet. Arean är 36 kvadratkilometer. Den sträcker sig 7,3 kilometer i nord-sydlig riktning, och 10,8 kilometer i öst-västlig riktning.
Trakten runt Fishing Lake består till största delen av jordbruksmark. Trakten runt Fishing Lake är nära nog obefolkad, med mindre än två invånare per kvadratkilometer.